# 毛鳳儀 (道光進士)
毛鳳儀，贵州贵阳人，清朝政治人物、同進士出身。
道光二年（1822年）清宣宗登極壬午恩科進士，三甲十八名，曾官奉天蓋平縣知縣。